# Marie-Laure de Decker
Pour les articles homonymes, voir Dedecker.
Marie-Laure de Decker, née le 2 août 1947 à Bône (aujourd'hui Annaba, alors en Algérie française) et morte le 15 juillet 2023 à Toulouse, est une photographe et journaliste française, portraitiste sur le vif, photographe de guerre, photographe de plateau et photographe de mode.

## Biographie
Son père travaille dans une mine d’or dans un village de Côte d'Ivoire, où elle grandit. Marie-Laure de Decker étudie ensuite en France dans un pensionnat puis devient mannequin.
Dès 1967, à vingt ans, elle photographie Man Ray, Duchamp, Fernando Arrabal, Roland Topor.

### Photographe de guerre
Puis, de 1970 à 1972, Marie-Laure de Decker séjourne au Viêt Nam comme correspondante de guerre pour le bureau de Newsweek à Saïgon et les Forces armées vietnamiennes.
Elle en tirera un court métrage intitulé Viêt Nam.
En 1973, elle couvre l’actualité pour l’agence Gamma, avec en particulier la célèbre photo de Valéry Giscard d'Estaing se regardant-lui-même à la télévision, le jour de son élection (19 mai 1974,).
De 1975 à 1979, elle voyage au Tchad, rencontrant Françoise Claustre, captive de Hissène Habré dans le désert tchadien, avec Raymond Depardon, ; puis en Union soviétique et aux États-Unis, où elle effectue de nombreux reportages de société. 
Parallèlement, elle photographie Gilles Deleuze, Pierre Jean Jouve, Patrick Modiano, Gabriel García Márquez, etc.
En 1983, après la naissance de son premier enfant, Pablo, elle séjourne au Chili ; puis en 1985, elle effectue un reportage en Chine sur la médecine. C'est aussi l'année de son premier voyage en Afrique du Sud.

### Photographe de plateau
En 1986, Marie-Laure de Decker collabore au magazine Studio et commence une activité de photographe de plateau, en particulier sur les films de Maurice Pialat (Van Gogh, Sous le soleil de Satan…) ou d'Otar Iosseliani, Adieu plancher des vaches. Sur le tournage d’Indochine, elle se lie d’amitié avec Catherine Deneuve et accompagnera l’actrice à l’occasion d’autres films.

### Photographe de mode
En 1987, à la naissance de son second enfant, Balthazar, Marie-Laure de Decker se lance dans la photographie de mode et la publicité pour de nombreux magazines, dont Vogue. Elle poursuit son travail en Afrique du Sud pour témoigner de la fin de l'apartheid. Elle rencontre Nelson Mandela en 1992-1993.
En 1995, elle s’installe dans le Tarn et poursuit sa carrière en consacrant de nombreux reportages aux Wodaabes, peuple nomade du sud du Tchad.
Elle a réalisé de nombreux autoportraits.

### Mort
Le 15 juillet 2023, Marie-Laure de Decker meurt à Toulouse des suites d’une longue maladie.

## Expositions
- 2001 : « Vivre pour voir », Maison européenne de la photographie - Ville de Paris[9]
- 2006 : « Vivre pour voir », Visa pour l'image

Le festival international de photojournalisme lors de sa 18e édition lui rend hommage pour sa carrière de photojournaliste et présente ses œuvres de 1973 à 2000.
- 2007 : « Les Wodaabés », galerie du Passage, Paris
- 2008 : participation à l’exposition « Mai 68 ! », Cosmos Galerie, Paris
- 2008 : « Don de vie », chapelle Saint-Louis de La Pitié-Salpêtrière, Paris
- Septembre 2011 : centre d’art contemporain de Saint-Restitut
- Septembre 2012 : réalisation d’un abécédaire exposé chez Pierre Passebon, galerie du Passage, Paris
- Mai 2013 : Festival Images singulières, Sète
- Juillet 2013 : « Les Wodaabés », musée du Pays rabastinois, Rabastens
- Septembre 2013 : Espace photographique Arthur Batut, Labruguière
- Octobre 2013 : « Vivre pour voir » Théâtre de la photographie et de l'image, Nice[10],[11]
- Juillet 2016 : Les Nuits photographiques de Pierrevert
- Juin 2025 : « L’image comme engagement » Maison Européenne de la Photographie, Paris[12]

## Distinction
- 2012 : prix PIPAK photographie (Prix International Planète Albert Kahn)[13]

## Publications
- Marie-Laure de Decker et Anne Dissez, Apartheid, Paris, Democratic books, 2010, 100 p. (ISBN 978-2-36104-005-5).
- Marie-Laure de Decker et Jean-Marie Colombani, Vivre pour voir, Maison européenne de la photographie, 2001, 127 p. (ISBN 978-2-914426-10-7).